# Adenanthera pavonina
Adenanthera pavonina är en ärtväxtart som beskrevs av Carl von Linné. Adenanthera pavonina ingår i släktet Adenanthera och familjen ärtväxter.

## Underarter
Arten delas in i följande underarter:
- A. p. microsperma
- A. p. pavonina

## Bildgalleri

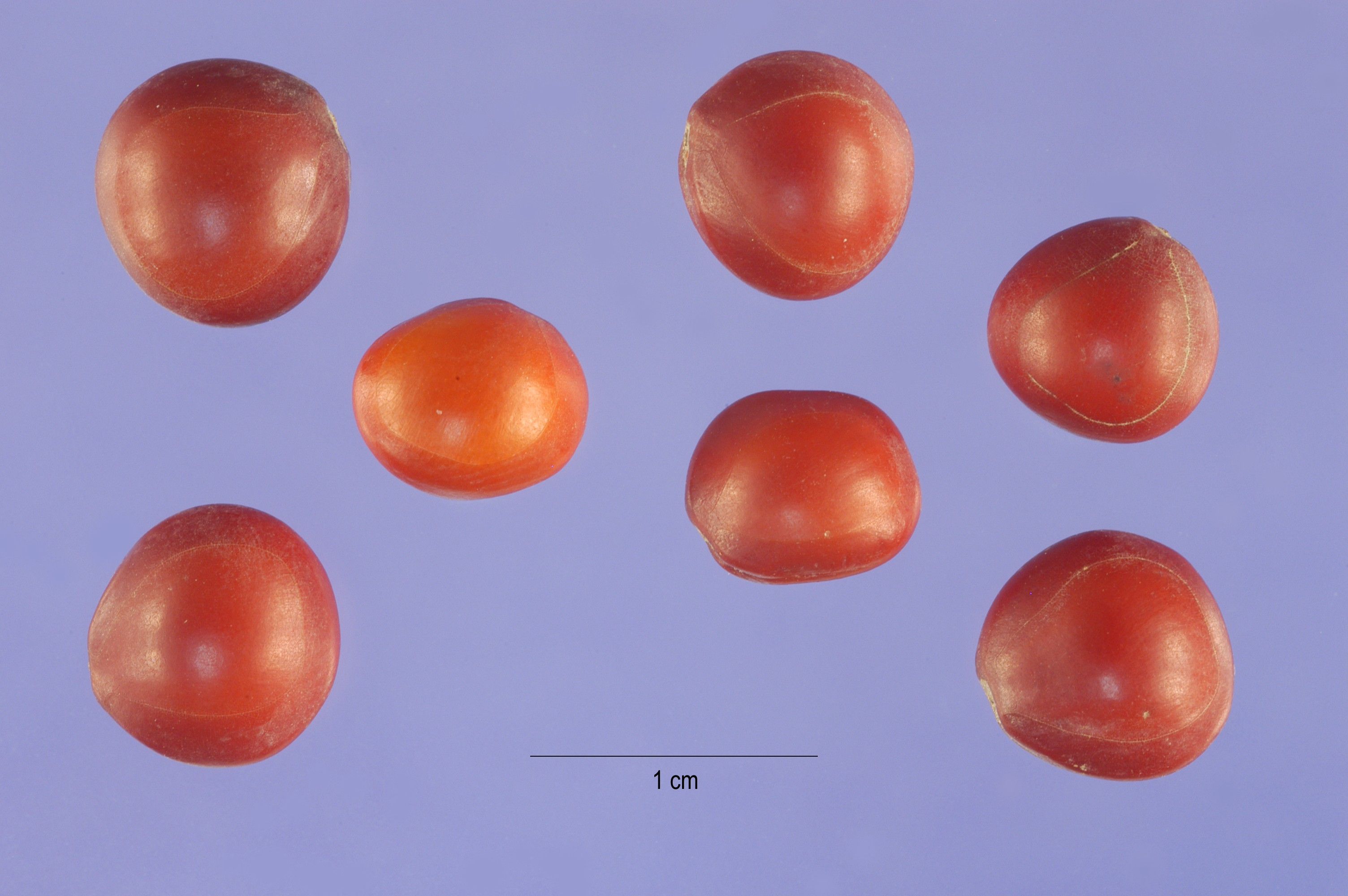
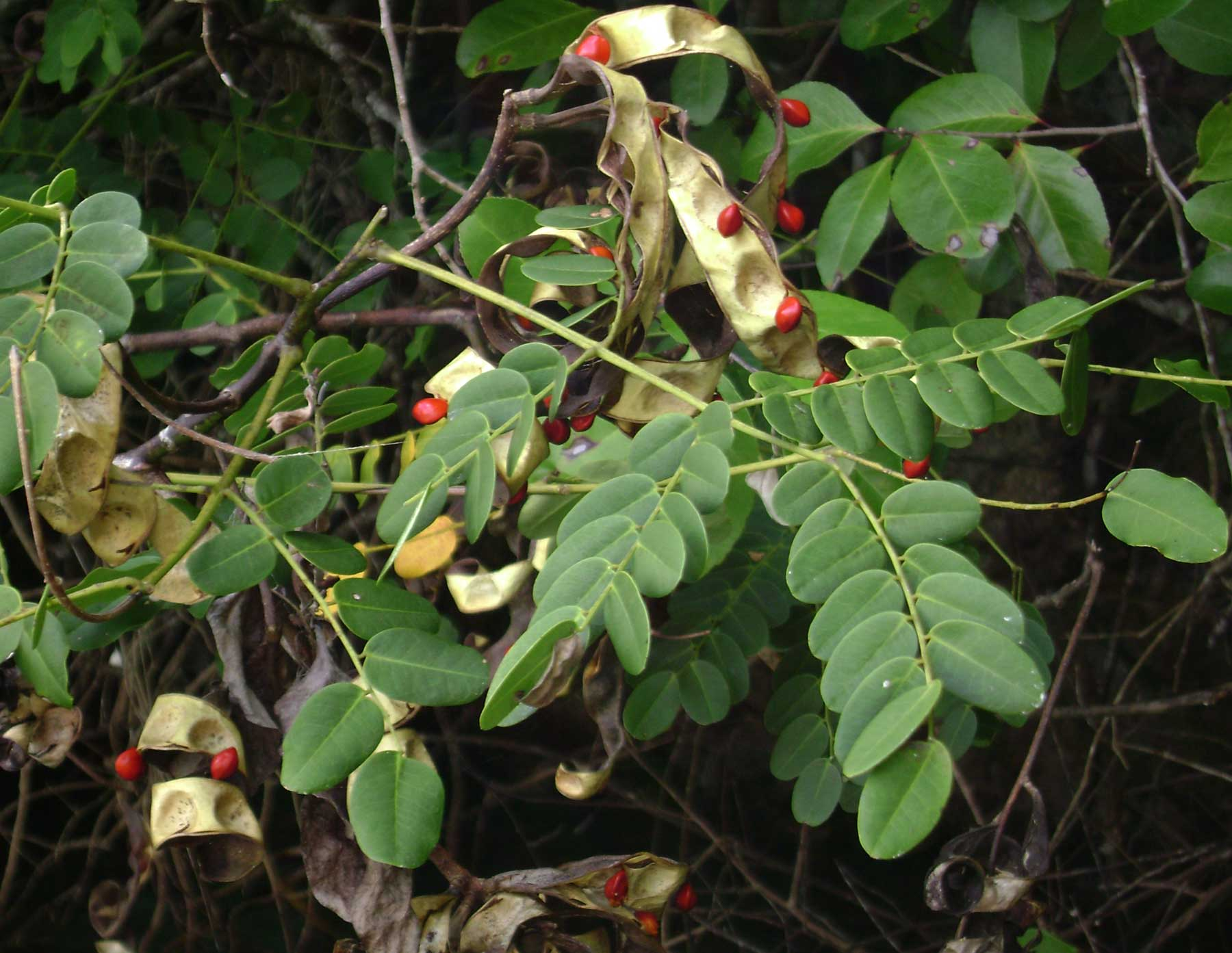
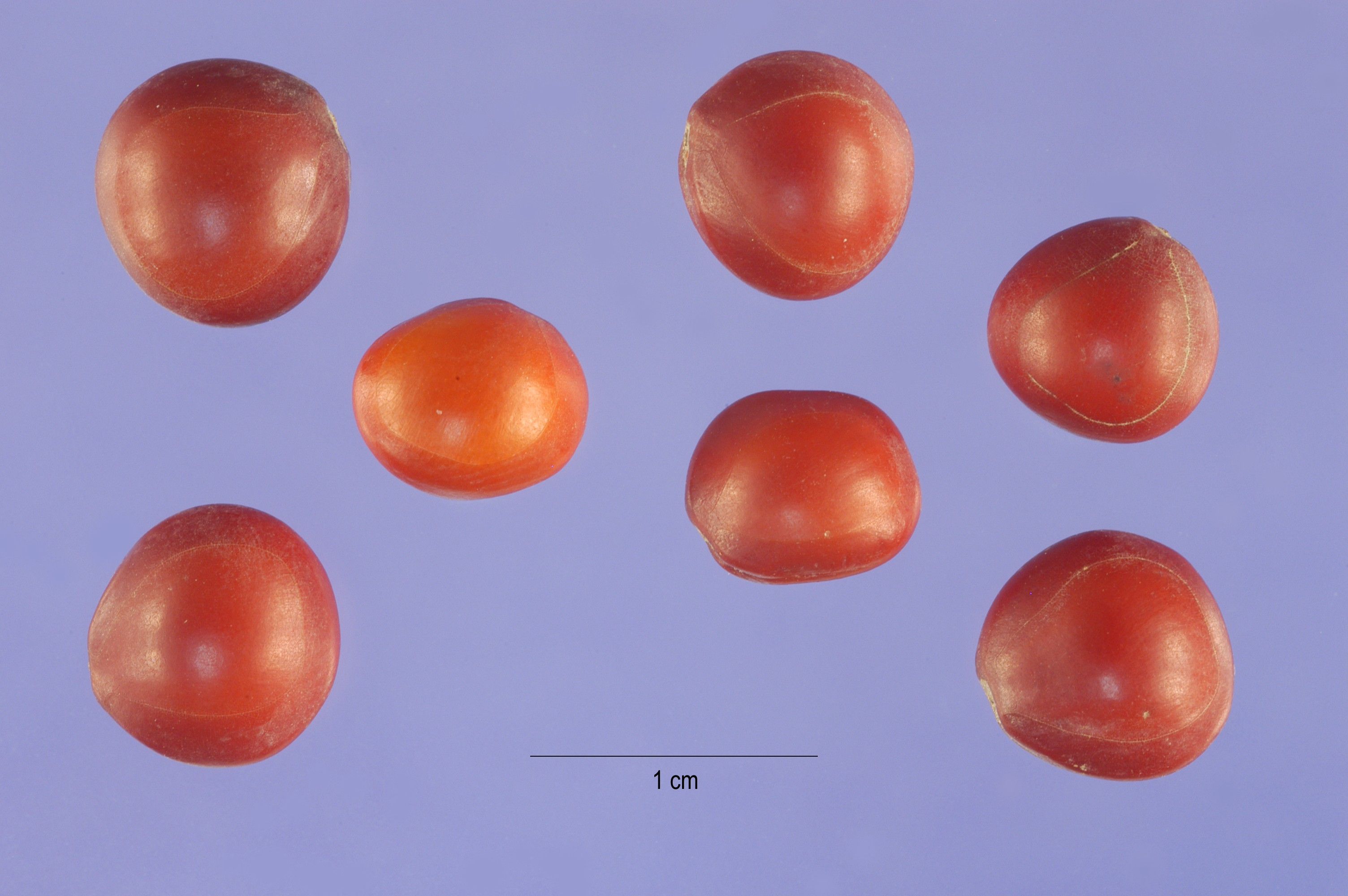
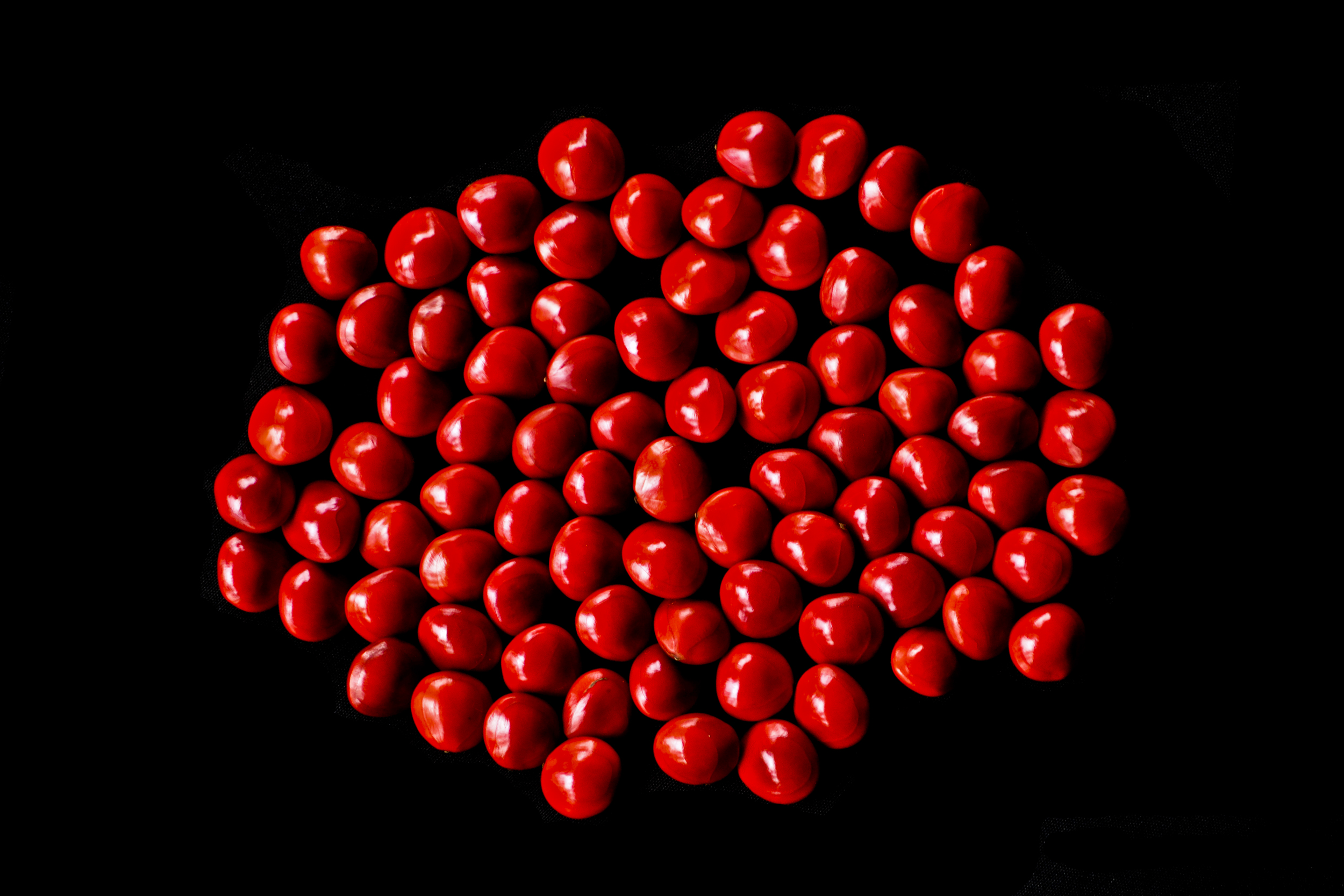
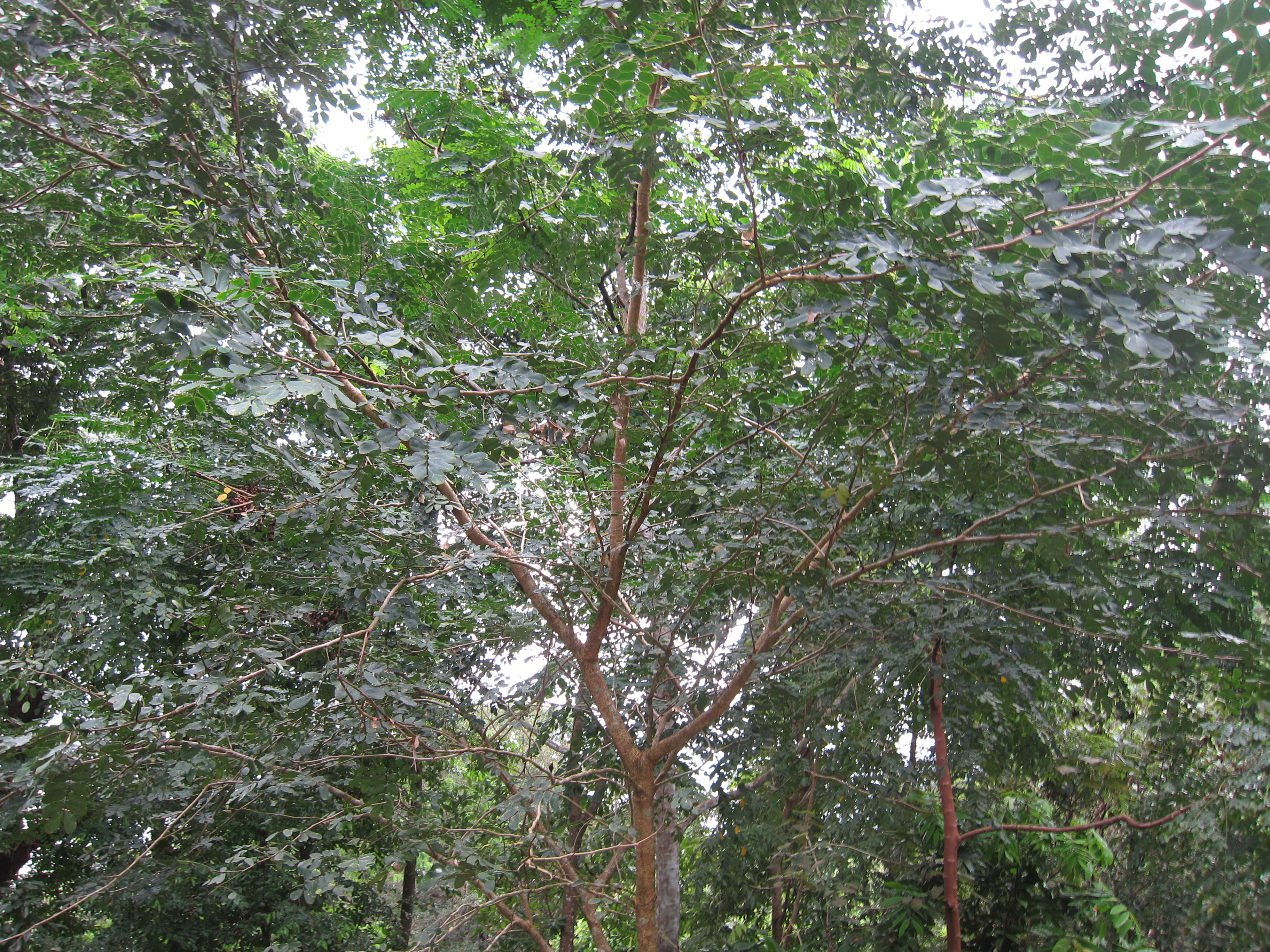
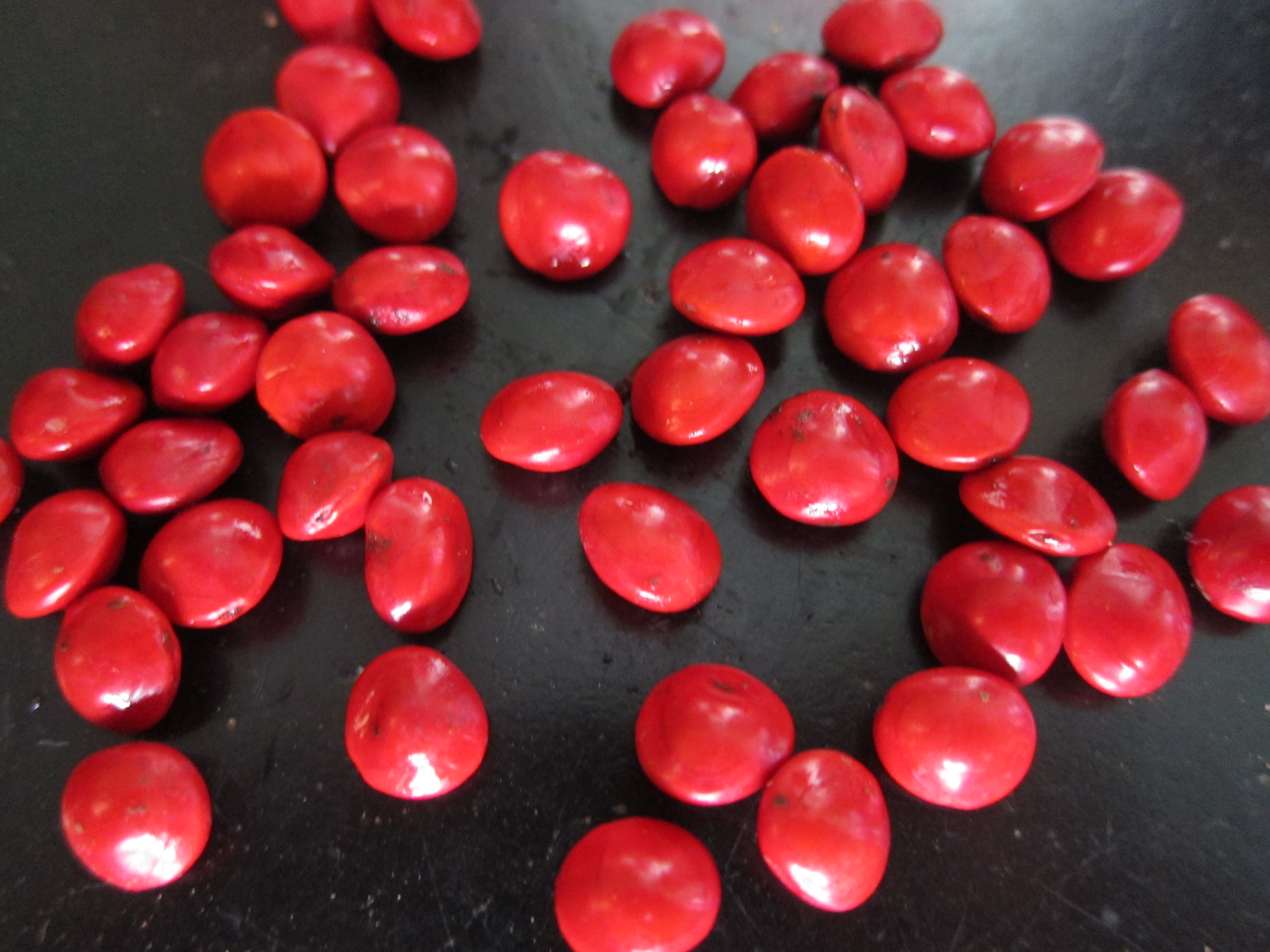